# Hyperchirioides istsariensis
Hyperchirioides istsariensis är en fjärilsart som beskrevs av Stoneham 1962. Hyperchirioides istsariensis ingår i släktet Hyperchirioides och familjen påfågelsspinnare. Inga underarter finns listade i Catalogue of Life.